# Torment: Tides of Numenera
Torment: Tides of Numenera ist ein Computer-Rollenspiel von inXile Entertainment in isometrischer Perspektive, das sich um die Frage dreht, was ein einzelnes Leben ausmacht. Das Spiel ist ein Nachfolger im Geiste von Planescape: Torment und legt im Unterschied zu vielen anderen Rollenspielen den Schwerpunkt mehr auf den Handlungsverlauf und die Dialoge als auf Kämpfe. Es basiert jedoch nicht auf dem Pen-&-Paper-Rollenspiel-Setting Planescape, sondern auf Numenera von Monte Cook. Unter anderem wirken Chris Avellone, George Ziets sowie Patrick Rothfuss an der Geschichte des Spiels mit, für die Musik zeichnet Mark Morgan verantwortlich. Die zunächst für Anfang 2015 geplante Veröffentlichung von Torment wurde zuerst auf 2016 und dann auf Anfang 2017 verschoben. Am 28. Februar 2017 erschien Torment: Tides of Numenera für Windows, macOS und Linux sowie die Konsolen PlayStation 4 und Xbox One. Die Distribution übernahm Techland Publishing.
Torment wurde wie das ebenfalls von inXile entwickelte Wasteland 2 über die Crowdfunding-Plattform Kickstarter finanziert. Innerhalb von sechs Stunden wurde das Finanzierungsziel von 900.000 US-Dollar erreicht, am ersten Tag wurden insgesamt 1,4 Millionen Dollar eingenommen, was es zum damaligen Zeitpunkt zum bisher am schnellsten mit über einer Million Dollar finanzierten Projekt auf Kickstarter machte. Mit fast 4,2 Millionen US-Dollar löste es zudem Project Eternity als das höchstfinanzierte Spielesoftwareprojekt auf Kickstarter ab.

## Konzept

### Szenario
Die Spieltwelt von Torment ist mittelalterlich mit einem futuristischen Einschlag gestaltet und wird als die neunte Welt bezeichnet, da ihre Bewohner bereits die neunte Zivilisation bilden, die diese Welt bewohnt. Was zum Untergang der vorherigen acht Zivilisationen führte, ist unbekannt. Doch über die ganze Welt verteilt finden sich noch die als Numenera bezeichneten Überreste dieser früheren Bewohner. Diese unterschiedlichsten Errungenschaften werden von den Bewohnern der neunten Welt auch weiterhin genutzt und besitzen teils unerklärliche Kräfte, die von einigen als Magie, von anderen als Ergebnis unbekannter, hochstehender wissenschaftlicher Forschungen bezeichnet werden.

### Hintergrund
Die Handlung des Spiels steht unter der Leitfrage „Was bedeutet ein Leben?“ und führt die Leitfrage „Was kann die Natur des Menschen verändern?“ aus Planescape: Torment fort. Aufgeworfen wurde die Frage von einem Wesen, das als Changing God (deutsch: sich wandelnder Gott) bezeichnet wird. Als Sterblicher suchte er mit Hilfe der Numeneras nach einer Möglichkeit der Lebensverlängerung. Durch bestimmte Artefakte, die sogenannten Meres, gelang es ihm schließlich, sein Bewusstsein in andere Lebewesen zu übertragen und somit seine Lebenszeit über das natürliche Maß hinaus zu verlängern. Im Laufe der Zeit wechselte er mehrfach seine „Gefäße“, wodurch er seinen Namen erhielt. Er ist jedoch weder allmächtig, noch beherrscht er die von ihm verwendete Technik vollständig. Seine früheren Träger, die sogenannten Castoffs (deutsch: Abgelegte), blieben zurück und entwickelten ein eigenes Bewusstsein. Zwar fehlt ihnen die konkrete Erinnerung an die Zeit, in der sie dem Changing God als Träger dienten, doch verzerrte Erinnerungsfetzen geben ihnen das Bewusstsein, dass eine fremde Macht sie benutzt und anschließend alleine zurückgelassen hat. Dieses Bewusstsein führt bei den verschiedenen Trägern zu unterschiedlichen Verhaltensweisen. Auch der wahlweise männliche oder weibliche Spielercharakter ist solch ein verstoßener Träger, der letzte in einer langen Reihe, und auf der Suche nach Antworten zu seinem Schicksal.
Die Castoffs sind ganz im Sinne ihres Erzeugers äußerst langlebige Wesen. Eine Besonderheit ist ihre Unfähigkeit, Schmerz zu empfinden. Stattdessen reflektieren sie diesen Schmerz auf Lebewesen in ihrer näheren Umgebung, was mitunter zu deren schmerzhaftem Ableben und allgemein zu großem Leid führt. Durch sein Verhalten hat der Changing God jedoch einen alten Wächter erweckt, den Engel der Entropie. Dieser macht seither Jagd auf ihn und will ihn mitsamt allen seinen Schöpfungen töten. Da dies für den Spielercharakter jedoch ebenfalls unweigerlich den Tod bedeuten würde, muss er seinen Schöpfer noch vor dem Engel der Entropie aufspüren, um Antworten auf seine Fragen zu finden.

### Handlung
Inhalt des Spiels ist die Suche des Spielercharakters nach seinem Schöpfer, dem Changing God. Diese Reise führt ihn in verschiedene Bereiche der neunten Welt und darüber hinaus. Sein besonderes Wesen zieht dabei das Interesse der verschiedensten, zumeist seelisch zerbrochenen Wesen an, die ihn auf seiner Reise begleiten. Im Verlauf stößt er aber auch auf weitere ehemalige Träger seines Schöpfers, die ihn teils unterstützen, teils bekämpfen. Mit Hilfe der Meres kann er ihr Bewusstsein für kurze Zeit übernehmen und zu seinen Zwecken manipulieren. Durch seine Taten baut er allmählich sein Vermächtnis auf, das am Ende über die Auswirkungen seines Tuns auf die Spielwelt bestimmt.

## Spielprinzip
Torment: Tides of Numenera ist wie Planescape: Torment ein gruppenbasiertes Rollenspiel mit Fokus auf dem Erzählen einer Handlung. Der Spieler erstellt zu Beginn seinen wahlweise männlichen oder weiblichen Spielercharakter. Wie in Rollenspielen üblich kann er zwischen mehreren Klassen wählen, dem Glaive (Krieger), dem Jack (Schurke) und dem Nano (Technomagier). Er kann weiterhin eine Beschreibung und einen besonderen Talentfokus hinzufügen.
Im Laufe des Spiels stößt er auf weitere Charaktere, die sich ihm anschließen können und mit ihm interagieren. Die Auseinandersetzung mit der Umwelt und den Spielfiguren ist einer der Hauptaspekte des Spiels und wird durch das Verhalten des Spielers mitbestimmt. Häufig wird er dabei vor Entscheidungen gestellt, die den weiteren Verlauf beeinflussen. Ähnlich wie in Planescape: Torment und anderen Rollenspielen gibt es ein Moralsystem, das allerdings nicht zwischen gut und böse, sondern zwischen verschiedenen Gefühlsformen und Reaktionsweisen unterscheidet. Diese sogenannten „Tides“ (deutsch: Gezeiten, Strömungen, Trends) werden nach Farben unterschieden (Rot, Blau, Gold, Indigo und Silber), die mehrere unterschiedliche Reaktionsformen vereinen. Rot steht darin beispielsweise u. a. für Leidenschaft und Emotionen, während Gold für Fürsorglichkeit und Empathie stehen kann, Silber dagegen für Bewunderung und Macht. Diese Tides und die Wahl des Spielers, welcher davon er überwiegend folgt, üben Einfluss auf die Spielwelt und den Handlungsverlauf aus. Der Spieler erfährt im Laufe des Spiels mehr über diese Hintergründe.
Ähnlich wie in Planescape: Torment führt das scheinbare Ableben des Spielers nicht zu einem sofortigen Game over, sondern besitzt einen spielmechanischen Aspekt. Der vorgebliche Tod führt den Spieler in das sogenannte Labyrinth der Verstoßenen (englisch: Castoff’s Labyrinth), das aus mehreren Ebenen, Fathoms (deutsch: Klafter) genannt, besteht. In dieser Zwischenwelt kann die Spielfiguren anderen Erscheinungen begegnen und mehr über die Hintergründe der Handlung erfahren oder neue Fähigkeiten erlernen.

## Entwicklung

### Vorgeschichte
Da der geistige Vorgänger Planescape: Torment großes Kritikerlob erhalten hatte und über Jahre hinweg großes Ansehen genoss, stand die Frage nach einer Fortsetzung regelmäßig zur Debatte. Da es sich jedoch finanziell nur um einen mäßig erfolgreichen Titel handelte, war die Finanzierung eines weiteren Titels fraglich. Zudem machten die Einstellung des Planescape-Szenarios für das Rollenspiel-Regelwerk Dungeons & Dragons und die zunehmende Herausnahme der Planescape-Elemente aus den nachfolgenden Editionen des Regelwerks eine direkte Fortsetzung immer unwahrscheinlicher.
Durch den Crowdfunding-Erfolg des Double Fine Adventures, unmittelbar gefolgt von der ebenfalls höchst erfolgreichen Finanzierung des Computer-Rollenspiels Wasteland 2, erhielten die Spekulationen um ein weiteres Torment-Spiel neuen Auftrieb. Chris Avellone, der ehemalige Lead Designer von Planescape: Torment, der als Designer zu Wasteland 2 gestoßen war, zeigte sich im Juli 2012 offen für eine Fortsetzung mit finanzieller Unterstützung durch Crowdfunding. Im August 2012 äußerte Avellone gegenüber dem Online-Spielemagazin Kotaku einige Vorstellungen zu einem potentiellen Torment-Nachfolger, wobei er bereits eine Abkehr von der Planescape-Lizenz vorschlug. Allerdings sah sich das von Avellones eigenem Entwicklungsstudio Obsidian Entertainment am 14. September 2012 vorgestellte Kickstarter-Projekt Project Eternity nicht mehr primär in dieser Tradition.
Die Idee eines Nachfolgers wurde mit der Zustimmung Avellones von Colin McComb fortgeführt, der Planescape: Torment neben Avellone maßgeblich mitgestaltet und als Autor bereits das Planescape-Szenario bei D&D-Hersteller TSR redaktionell betreut hatte. Der ebenfalls als Designer an Wasteland 2 beteiligte McComb bemühte sich in der Folge vergeblich um eine Planescape-Lizenz des zwischenzeitlichen D&D-Rechteinhabers Wizards of the Coast. Am 30. November 2012 veröffentlichte McComb in seinem Privatblog einen Beitrag, in dem er die Bedingungen für einen Nachfolger umschrieb. Er bekräftigte darin die Abkehr vom Planescape-Szenario und legte den Fokus auf das Erzählen einer persönlichen Handlung. Er kündigte an, dass er gerne an dieser Weiterführung arbeiten wolle, nachdem er für inXile seine Designarbeiten an Wasteland 2 abgeschlossen hatte. Am 2. Dezember 2012 wurde bekannt, dass sich inXile Entertainment die ausgelaufenen Namensrechte zu Torment gesichert habe. Im Januar 2013 gab inXile-Chef Brian Fargo schließlich bekannt, dass das Spiel auf Monte Cooks ebenfalls durch Kickstarter finanzierten Rollenspielwelt Numenera basieren werde und über Kickstarter finanziert werden solle. Numenera war von dem langjährigen D&D-Autor Cook bereits als in der Tradition von Planescape stehend beworben worden. Fargo kündigte neben der Beteiligung von Cook auch die von Kevin Saunders an, der 2006 als Project Director bei Obsidian Entertainment für das Add-on Neverwinter Nights 2: Mask of the Betrayer verantwortlich zeichnete. Dieses galt in Teilen der Presse bereits als deutlich von Planescape: Torment beeinflusst. Der vollständige Titel Torment: Tides of Numenera wurde Ende Januar 2013 öffentlich bekanntgegeben, ebenso wie die Beteiligung des Komponisten Mark Morgan, der auch den Soundtrack für Planescape: Torment komponiert hatte.

### Finanzierungsphase
Das Projekt wurde am 6. März 2013 auf Kickstarter zur Finanzierung freigegeben, als Mindestfinanzierung wurden 900.000 US-Dollar anvisiert, die Kampagnendauer wurde auf einen Monat festgesetzt. Innerhalb von nur sechs Stunden wurde diese Summe bereits erreicht und in 7:02 Stunden die Schwelle von einer Million US-Dollar überschritten. Damit löste Torment die Spielekonsole Ouya (8:22 Stunden) kurzzeitig als schnellste Projektfinanzierung mit mehr als einer Million US-Dollar ab. Dieser Rekord wurde wenige Tage später durch das Veronica Mars Movie Project gebrochen (< 5 Stunden). Mit letztlich 4.188.927 US-Dollar von 74.405 Unterstützern löste es Project Eternity als das höchstfinanzierte Spieleprojekt auf Kickstarter ab. Hinzu kamen weitere 239.438 US-Dollar, die in einem verlängerten Finanzierungszeitraum bis zum 29. April 2013 über den Zahlungsanbieter PayPal überwiesen wurden. Weitere 200.000 $ an Rücklagen wurden je zur Hälfte von Brian Fargo sowie Steven Dengler zur Verfügung gestellt, um eventuelle Zahlungsausfälle aus der Crowdfunding-Phase auszugleichen.
Prominente finanzielle Unterstützung erhielt das Projekt unter anderem durch den Game Designer Markus Persson (Minecraft) und den Geschäftsführer des Hardware-Herstellers Razer, Min-Liang Tan. Durch die deutlichen Mehreinnahmen war es möglich, den Projektumfang im Vergleich zur ursprünglichen Konzeptvorstellung deutlich zu erweitern („stretch goals“) und die Unterstützung der ehemaligen Obsidian-Designer George Ziets und Tony Evans sowie des Autors Patrick Rothfuss zu gewinnen. Auch Chris Avellone stieß schließlich als Berater und Autor eines Begleitcharakters zum Team. Durch den verlängerten Finanzierungszeitraum über Paypal und eine niedrige Ausfallquote bei den Abbuchungen der Kickstarter-Unterstützerbeträge wurden von InXile letztlich alle vorgestellten Bonusziele zum Produktionsumfang hinzugefügt, einschließlich des ursprünglich verfehlten Bonusziels für 4,5 Millionen US-Dollar.

### Produktion
Für die Produktion des Projekts griff Entwickler inXile auf die Ressourcen und Erfahrungen des vorangegangenen Projekts Wasteland 2 zurück. Das Spiel verwendet daher ebenfalls die Unity-Engine 4. Die Finanzierung wurde noch vor Abschluss der Arbeiten an Wasteland 2 eingeleitet, um einen direkten Übergang der für dieses Projekt nicht mehr benötigten Designer und Artists auf ein neues Spiel und eine ausreichende Anschlussfinanzierung für das Entwicklerstudio gewährleisten zu können.

## Rezeption
Torment: Tides of Numenera erhielt zum größten Teil positive Bewertungen. Die Rezensionsdatenbank Metacritic aggregiert 72 Rezensionen zu einem Mittelwert von 81.

### Crowdfunding
Auf größeres Interesse stieß der Finanzierungserfolg von Torment: Tides of Numenera unter anderem, weil nach anfänglich großem Andrang 2012 ein allmähliches Abflauen des Trends prognostiziert wurde. Zudem handelte es sich bereits um inXiles zweite Kickstarter-Finanzierung im Millionenbereich, obwohl das erste Spiel Wasteland 2 zum Finanzierungszeitpunkt noch unvollendet war und somit nicht abschließend bewertet werden konnte. Das Entwicklungsstudio Roberts Space Industries (Star Citizen) und Game Designer Tim Schafer (Broken Age), beide ebenfalls erfolgreiche Nutznießer des Crowdfunding-Trends, schlossen daraus, dass sich Crowdfunding als dauerhafte Alternative für die Finanzierung etabliert habe und entgegen den Prognosen noch Potential für weitere Projekte vorhanden sei. Im Mai 2013 startete Schafer ebenfalls vor Vollendung seines Erstprojekts eine zweite Kickstarterfinanzierung für den Strategietitel Massive Chalice.

### Verkaufszahlen
Brian Fargo bezeichnete die Verkaufszahlen als enttäuschend. Als einen Grund bezeichnete er die hohe Textlastigkeit, die das Spiel uninteressant für Influencer-Videos gemacht habe. Zum anderen sei das Kampfsystem nicht befriedigend gewesen.

## Belletristik
Zum Spiel veröffentlicht werden sieben kurze Geschichten („Novellas“), geschrieben von Colin McComb, Monte Cook, Adam Heine, Ray Vallese, Nathan Long, Mur Lafferty und Tony Evans; sowie drei Comics, geschrieben von Chris Avellone, Patrick Rothfuss, sowie von Colin McComb gemeinsam mit Adam Heine.